# Siegersdorf (Gemeinde Asperhofen)

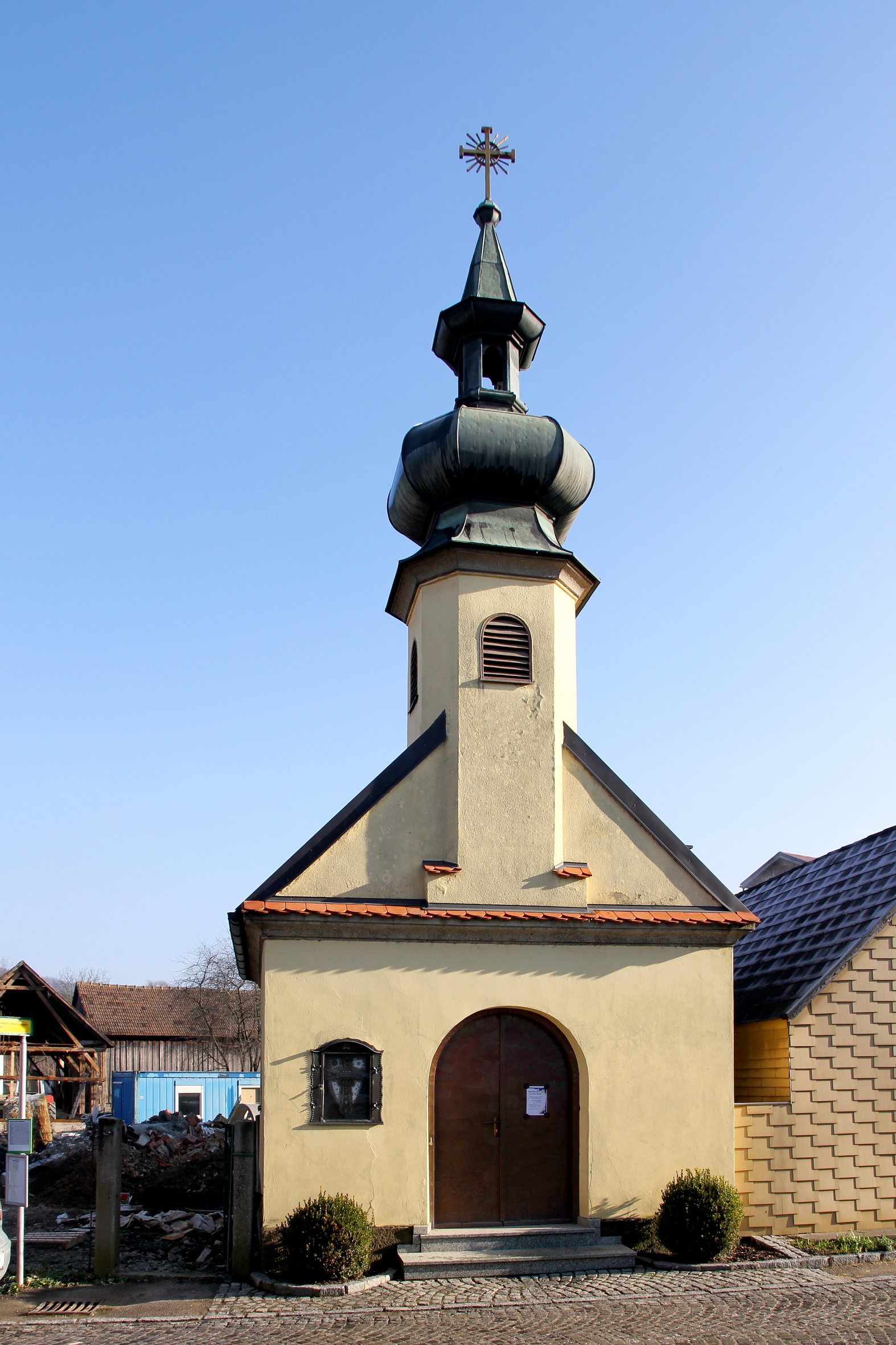
Ortskapelle der hl. Margarethe

Siegersdorf ist eine Ortschaft und eine Katastralgemeinde in der Gemeinde Asperhofen in Niederösterreich. Die Ortschaft hat 425 Einwohner (1. Jänner 2024).

## Geographie
Siegersdorf liegt am nördlichen Rand des Wienerwaldes an der Großen Tulln. Die Gesamtfläche der Katastralgemeinde beträgt 409,56 Hektar.

## Geschichte
Im Franziszeischen Kataster von 1821 ist das Haufendorf Siegersdorf mit mehreren Gehöften verzeichnet. Laut Adressbuch von Österreich waren im Jahr 1938 in Siegersdorf ein Gastwirt, ein Gemischtwarenhändler, ein Landesproduktehändler, ein Maurermeister, drei Schuster und einige Landwirte ansässig.

## Kultur und Sehenswürdigkeiten
- Ortskapelle (ca. 1860) (Listeneintrag)
- denkmalgeschützte Eisenbetonfachwerkbrücke über die Große Tulln (Listeneintrag)